# Sve je lako kad si mlad – live
Sve je lako kad si mlad – live prvi je i dvostruki koncertni album zagrebačkog rock sastava Prljavo kazalište. Zadnje tri pjesme su studijski bonusi iz doba Bogovića. Trajanje: 60:11; sa studijskim: 69:13.

## Popis pjesama

### LP 1
A strana
1. Mi plešemo (s albuma Crno-bijeli svijet) (6:27)
2. Marina (s albuma Zaustavite Zemlju) (4:35)
3. Sve je lako kad si mlad (s albuma Korak od sna) (3:56)
4. Budala malena (s albuma Zaustavite Zemlju) (3:01)
5. Sve gradske bitange (s albuma Heroj ulice) (2:44)

B strana
1. Moj bijeli labude (s albuma Zaustavite Zemlju) (5:20)
2. Ma kog' me Boga za tebe pitaju (s albuma Zlatne godine) (4:35)
3. Korak od sna (s albuma Korak od sna) (3:31)
4. Heroj ulice (s albuma Heroj ulice) (7:13)

- Ukupno trajanje LP-a: 41:22. (Dom Sportova 1988)

### LP 2
Strana A
1. Mojoj majci (Ruža hrvatska) (s albuma Zaustavite Zemlju) (6:10)
2. Široke ulice (s albuma Heroj ulice) (3:53)
3. Ne zovi mama doktora (s albuma Zlatne godine) (3:32)
4. Slaži mi (s albuma Zaustavite Zemlju) (5:14)

Strana B
1. Crno-bijeli svijet (studio) (s albuma Crno-bijeli svijet) (3:11)
2. Subotom uveče (studio) (s albuma Prljavo kazalište) (3:47)
3. (Ja sam) Mladić u najboljim godinama (studio) (s albuma Prljavo kazalište) (1:55)
4. Some boys (studio) (s albuma Prljavo kazalište) (4:43)
5. Televizori (studio) (singl) (3:12)
6. Sretno dijete (studio) (s albuma Prljavo kazalište) (2:04)

Ukupno trajanje LP-a: 37:41. (Zagreb Rock Forces 1988)

### MC
Kazetna verzija jednaka je LP verziji.

### CD
1. Mi plešemo (s albuma Crno-bijeli svijet) (6:27)
2. Marina (s albuma Zaustavite Zemlju) (4:35)
3. Sve je lako kad si mlad (s albuma Korak od sna) (3:56)
4. Budala malena (s albuma Zaustavite Zemlju) (3:01)
5. Sve gradske bitange (s albuma Heroj ulice) (2:44)
6. Moj bijeli labude (s albuma Zaustavite Zemlju) (5:20)
7. Ma kog' me Boga za tebe pitaju (s albuma Zlatne godine) (4:35)
8. Korak od sna (s albuma Korak od sna) (3:31)
9. Heroj ulice (s albuma Heroj ulice) (7:13)
10. Mojoj majci (Ruža hrvatska) (s albuma Zaustavite Zemlju) (6:10)
11. Široke ulice (s albuma Heroj ulice) (3:53)
12. Ne zovi mama doktora (s albuma Zlatne godine) (3:32)
13. Slaži mi (s albuma Zaustavite Zemlju) (5:14)
14. Crno-bijeli svijet (studio) (s albuma Crno-bijeli svijet) (3:11)
15. Subotom uveče (studio) (s albuma Prljavo kazalište) (3:47)
16. (Ja sam) Mladić u najboljim godinama (studio) (s albuma Prljavo kazalište) (1:55)

## Izvođači
- ritam gitara, vokal – Jasenko Houra
- vokal – Mladen Bodalec
- bas gitara – Ninoslav Hrastek
- bubnjevi – Tihomir Fileš

## Gosti
- solo gitara – Marijan Brkić
- klavijature – Mladen Roško – Roki

## Produkcija
- snimatelji – ing. Mladen Škalec, Vedran Božić, Nenad Zubak
- mješač zvuka – Nenad Zubak
- ilustracija – Mirko Ilić
- fotografija – Ivo Pukanić
- dizajn – Ivica Rade
- izvršni producent – Milan Škrnjug